# Idaea comparanda
Idaea comparanda är en fjärilsart som beskrevs av W. Warren 1900. Idaea comparanda ingår i släktet Idaea och familjen mätare. Inga underarter finns listade i Catalogue of Life.